# 9월 25일
9월 25일은 그레고리력으로 268번째(윤년일 경우 269번째) 날에 해당한다.

## 사건
- 1066년 - 스탬퍼드브리지 전투에서 영국의 해럴드 2세가 노르웨이의 하랄 3세를 격파하다.
- 1396년 - 니코폴리스 전투에서 오스만 제국이 유럽 십자군을 격파하다.
- 1920년 - 일제 강점기: 일본, 사설이 일본 황실의 상징을 모독했다는 이유로 동아일보에 1차 정간조치
- 1944년 - 2차 세계대전 중 연합군에 의한 마켓가든 작전 시작
- 1962년 - 알제리 인민민주공화국 선포.
- 1981년 - 벨리즈, 유엔 가입.
- 1985년 - 남북 국회회담 제2차 예비접촉 판문점에서 열림.
- 1990년 - 후안 안토니아 사마란치 국제올림픽위원회(IOC) 위원장, 제1회 서울평화상 수상
- 1998년 - 대한민국과 일본, 한일어업협정 개정 교섭 타결
- 2000년 - 산마리노와 대한민국이 수교하였다.
- 2008년 - 탱크와 무기를 싣고 우크라이나에서 케냐로 향하던 화물선 파이나호가 소말리아 해상에서 해적들에게 납치 당하다.
- 2014년 - 영화 《변호인》의 소재가 되었던 부림사건에 연루된 피고인 5명이 재심서 무죄가 확정되었다.
- 2018년 - 고려대 세종 분교에서 고려대 서울 본교로 소속을 변경한 현역병이 휴가 중인 이날 음주 교통사고로 뇌를 크게 다쳤다.(윤창호 사건) 윤창호는 끝내 사망해 음주운전 처벌 강화(윤창호법)의 계기가 되었다.

## 문화
- 1513년 - 스페인 탐험가 바스코 발보아, 서구인으로는 최초로 태평양 발견.[1]
- 1882년 - 일본 고베시에서 박영효 등에 의해 처음으로 태극기가 게양 되다.
- 1897년 - 궁중 선전관 민병호가 동화약방을 창업하다.
- 1910년 - 일제강점기: 부산에 수도(水道) 개통
- 2002년 - 대한민국 건설교통부, 아산 신도시 107만평 택지지구 지정.
- 2003년 - 이승엽이 55호 홈런으로 4년만에 자신이 세웠던 KBO 리그 한 시즌 홈런 한국 신기록을 세우다.
- 2005년 - 2005년 일본 국제 박람회 폐막.
- 2010년 - FIFA U-17 여자 월드컵 결승전에서 대한민국이 일본을 꺾고 (3-3, 승부차기: 5-4) 우승을 차지했다. 여민지 선수는 우승, MVP, 득점왕을 차지하며 대회 트리플 크라운을 달성했다.
- 2019년 - 베이징 다싱 국제공항 개항.
- 2022년 - 주말엔 나비인가봐가 2년만에 폐지되었다.

## 탄생
- 1358년 - 일본 무로마치 막부의 제3대 쇼군- 아시카가 요시미쓰. (~1408년)
- 1683년 - 프랑스의 작곡가 장필리프 라모. (~1764년)
- 1711년 - 청나라의 제6대 황제 건륭제. (~1799년)
- 1744년 - 프로이센의 제4대 국왕 프리드리히 빌헬름 2세. (~1797년)
- 1846년 - 독일의 기상학자 블라디미르 쾨펜. (~1940년)
- 1897년 - 미국의 작가, 노벨 문학상 수상자 윌리엄 포크너. (~1962년)
- 1901년 - 프랑스의 영화 감독 로베르 브레송. (~1999년)
- 1906년 - 러시아의 작곡가 쇼스타코비치. (~1975년)
- 1914년 - 미국의 야구 선수 조 디마지오. (~1999년)
- 1920년 - 러시아의 배우, 영화 감독, 각본가 세르게이 본다르추크. (~1994년)
- 1921년 - 뉴질랜드의 정치인, 총리 로버트 멀둔. (~1992년)
- 1926년 - 대한민국의 법조 출신 정치인 김두현. (~2025년)
- 1927년 - 영국의 지휘자 콜린 데이비스. (~2013년)
- 1929년 - 미국의 언론인, 방송인 바버라 월터스. (~2022년)
- 1930년
  - 이탈리아의 패션 디자이너 겸 기업인 니노 세루티. (~2022년)
  - 뉴질랜드의 가수 다프네 워커. (~2025년)
- 1932년 - 우크라이나의 오페라 가수 아나톨리 솔로비야넨코. (~1999년)
- 1936년 - 대한민국의 음악학자, 소설가 이강숙. (~2020년)
- 1941년 - 대한민국의 공무원 안정남. (~2013년)
- 1944년 - 미국의 영화배우 겸 제작자 마이클 더글러스.
- 1945년 - 벨기에의 축구 선수 프란스 얀선스. (~2024년)
- 1947년 - 대한민국의 지휘자 금난새.
- 1949년
  - 스페인의 영화감독 페드로 알모도바르.
  - 프랑스의 축구 선수 장 프티. (~2024년)
- 1951년 - 미국의 배우 마크 해밀.
- 1952년
  - 미국의 영화배우 크리스토퍼 리브. (~2004년)
  - 미국의 작가, 사회운동가 벨 훅스. (~2021년)
- 1955년
  - 독일의 전 축구 선수, 현 축구 행정가 카를하인츠 루메니게.
  - 이탈리아의 가수, 싱어송라이터 주케로 포나치아리.
- 1956년
  - 대한민국의 언론인 장해랑.
  - 미국의 특수효과 전문가 제이미 하이네만.
- 1957년
  - 대한민국의 바둑 기사 임선근. (~2006년)
  - 미국의 배우 마이클 매드슨. (~2025년)
- 1960년
  - 대한민국의 정치인 박인.
  - 일본의 만화가 다다 가오루. (~1999년)
  - 우크라이나의 전 축구 선수, 정치인 이고리 벨라노프.
- 1962년 - 대한민국의 전 야구 선수, 현 야구 코치 성준.
- 1964년 - 일본의 성우 이노우에 키쿠코.
- 1965년
  - 대한민국의 방송인 정은아.
  - 미국의 전 농구 선수 스코티 피펜.
  - 스웨덴의 사격 선수 피아 한센.
- 1968년
  - 네덜란드 여왕 베아트릭스의 차남 오라녜나사우 공자 프리소. (~2013년)
  - 미국의 영화배우 윌 스미스.
- 1969년
  - 대한민국의 배우 이종원.
  - 영국의 배우 캐서린 지타존스.
  - 스페인의 유도 선수 레온 비야르.
- 1970년 - 일본의 배우 시미즈 미사.
- 1973년
  - 대한민국의 배우 박현정.
  - 대한민국의 전 농구 선수 조혜진.
- 1977년 - 대한민국의 음악가 이정훈.
- 1978년
  - 자메이카의 축구 선수 리카르도 가드너.
  - 대한민국의 배우 손유경.
  - 대한민국의 배우 김현수.
  - 푸에르토리코의 야구 선수 조엘 피네이로.
- 1979년
  - 대한민국의 바둑 기사 안조영.
  - 대한민국의 작곡가 정바비.
  - 대한민국의 희극인 정명훈.
  - 이탈리아의 사이클 선수 미켈레 스카르포니. (~2017년)
- 1980년
  - 미국의 힙합 가수 T.I. (티아이).
  - 대한민국의 아나운서 김환.
  - 대한민국의 성우 조규준.
- 1981년
  - 대한민국의 배우 이윤미.
  - 대한민국의 래퍼 겸 프로듀서 김디지.
  - 조선민주주의인민공화국의 지도자 김정철.
- 1982년
  - 대한민국의 배우 현빈.
  - 대한민국의 희극인 황제성.
  - 태국의 배우, 모델 레일라 분야삭.
- 1983년
  - 대한민국의 가수 손담비.
  - 대한민국의 농구 선수 하은주.
  - 미국의 배우, 가수 도널드 글로버.
  - 일본의 세포생물학자 오보카타 하루코.
- 1984년 - 대한민국의 유튜버 효자손.
- 1985년
  - 북한의 축구 선수 차정혁.
  - 오스트레일리아의 모델 제시카 고메스.
  - 미국의 싱어송라이터 럭키 데이.
- 1986년
  - 대한민국의 배우 최윤영.
  - 대한민국의 전직 스타크래프트 프로게이머 한동욱.
  - 대한민국의 배우 류준열.
  - 대한민국의 미술작가 김태은.
- 1987년 - 대한민국의 가수 겸 작곡가 김해나.
- 1988년
  - 일본의 성우 이세 마리야.
  - 대한민국의 쇼트트랙선수 이한빈.
- 1989년 - 대한민국의 레이싱 모델 정주희.
- 1990년
  - 일본의 피겨 스케이팅 선수 아사다 마오.
  - 일본의 유도 선수 하마다 쇼리.
  - 캐나다의 배우 해나 그로스.
- 1991년 - 대한민국의 축구 선수 조현우.
- 1992년
  - 스페인의 가수 로살리아.
  - 대한민국의 사격 선수 김장미.
  - 대한민국의 전 스타크래프트 프로게이머 노준규 (웅진 스타즈).
  - 대한민국 가수, 래퍼 주노플로.
- 1993년
  - 스페인의 가수 로살리아.
  - 일본의 성우 타카츠키 카나코.
  - 일본의 배우 칸노 리오.
- 1994년
  - 대한민국의 전 가수, 배우 민도희. (타이니지)
  - 대한민국의 리그 오브 레전드 프로게이머 김들.
  - 미국의 배우 잔센 파네티어. (~2023년)
- 1995년
  - 대한민국의 가수 황현조.
  - 멕시코의 싱어송라이터, 배우 소피아 레예스.
- 1996년 - 미국의 래퍼, 싱어송라이터 아르마니 화이트.
- 1997년
  - 대한민국의 가수 이재준.
  - 대한민국의 래퍼 도한세 (빅톤).
  - 대한민국의 배우 박지원.
  - 대한민국의 가수 겸 작곡가 아도라.
  - 대한민국의 가수 마루 (씨클라운).
- 1998년 - 대한민국의 가수 루크.
- 2000년
  - 대한민국의 축구 선수 김원준.
  - 일본의 가수, 싱어송라이터 이쿠타 리라 (Yoasobi).
- 2002년 - 대한민국의 래퍼 플루마.
- 2003년 - 영국의 배우 벨라 램지.
- 2009년 - 미국의 배우 리아 제프리스.

### 미상
- 대한민국의 가수 정아리아.

## 사망
- 1534년 - 제219대의 교황 교황 클레멘스 7세. (1478년~)
- 1922년 - 대한민국의 독립운동가 신규식. (1880년~)
- 1950년 - 대한민국의 시인 정지용. (1902년~)
- 1968년 - 미국의 작가 코넬 울리치. (1903년~)
- 1970년 - 독일의 소설가 에리히 마리아 레마르크. (1898년~)
- 2001년 - 조선의용대 독립운동가 김학철. (1916년~)
- 2005년 - 미국의 심리학자 유리 브론펜브레너. (1917년~)
- 2011년
  - 케냐의 환경 운동가, 정치인, 대학 교수, 정치운동가 왕가리 마타이. (1940년~)
  - 대한민국의 배달원 김우수. (1957년~)
- 2013년 - 대한민국의 소설가 최인호. (1945년~)
- 2015년 - 대한민국의 시인 문병란. (1935년~)
- 2016년
  - 대한민국의 농민운동가 백남기. (1947년~)
  - 미국의 야구 선수 호세 페르난데스. (1992년~)
  - 미국의 골프 선수 아널드 파머. (1929년~)
- 2019년
  - 대한민국의 군인, 정치인 노재현. (1926년~)
  - 오스트리아의 피아니스트 파울 바두라스코다. (1927년~)
- 2020년 - 인도의 플레이백 가수 S. P. 발라수브라마냠. (1946년~)
- 2022년
  - 대한민국의 소설가 김성동. (1947년~)
  - 소련의 역도 선수 라파옐 치미시캰. (1929년~)
- 2023년
  - 영국의 영화배우 데이비드 매컬럼. (1933년~)
  - 이탈리아의 수학자 에우제니오 칼라비. (1923년~)
- 2024년
  - 소련의 영화배우 로만 마댜노프. (1962년~)
  - 대한민국의 농구인 박승일. (1971년~)

## 기념일
- 추석 - 1988년, 2007년, 2026년, 2045년, 2064년

## 같이 보기
- 전날: 9월 24일 다음날: 9월 26일 - 전달: 8월 25일 다음달: 10월 25일
- 음력: 9월 25일
- 모두 보기